# رود اولونکا
رود اولونکا (انگلیسی: Olonka) یک رودخانه در جمهوری کارلیای کشور روسیه است.